# Франс Пост
Франс Пост (нід. Frans Janszoon Post; 17 листопада 1612, Гарлем — 17 лютого 1680, там само) — нідерландський живописець, представник Золотої доби голландського мистецтва. Він був першим європейським художником, який писав пейзажі Південної Америки в період існування Голландської Бразилії і після нього . 1636 року художник прибув у Голландську Бразилію на північному сході Південної Америки на запрошення губернатора Йогана Мауріца ван Нассау-Зігена. Картини художника демонстрували ідеалізоване бачення голландського колоніального панування. Роботи художника широко представлені в Нідерландах, Європі і Бразилії.

## Біографія
Франс Пост народився 1612 року в Гарлемі і був сином Яна Поста, художника-вітражиста. Пітер Пост, старший брат Франса, був одним з найвідоміших  архітекторів голландського класицизму, за проєктом якого будувалося місто Мауріцстад, столиця Голландської Бразилії. 
Мало що відомо про життя Франса Поста до його поїздки в Бразилію. Найімовірніше він вчився живопису у свого батька і старшого брата. Франс Пост був сучасником Франса Галса, який написав його портрет 1655 року, а також інших видатних художників Гарлема, таких як Якоб і Саломон ван Рейсдали, Адріан та Ісаак ван Остаде, і Пітер де Молейн. Цілком ймовірно, що Пітер де Молейн навчав Поста пейзажному живопису, перш ніж Пост вирушив до Бразилії, хоча він не був зареєстрований в гільдії Святого Луки до свого повернення. Ерік Ларсен, який вивчав творчість Франса Поста, вважає, що Пітер де Молейн був тим майстром, у якого навчався Пост, бо Молейн згадується у Гаубракена як учитель кількох інших пейзажистів, в тому числі і Алларта ван Евердінгена.
Найімовірніше завдяки протекції старшого брата Франс Пост отримав пропозицію від Йогана Мауріца ван Нассау-Зігена вирушити в Голландську Бразилію. У той час в Гарлемі спалахнула епідемія чуми, так що поїздка до Бразилії була хорошим варіантом. Пост жив у Бразилії з 1637 по 1644 рік. Він отримав 800 гульденів за свої пейзажі від Фредеріка Генріха Оранського. Пост вирушив до Нідерландів через Африку незадовго до того, як Нассау-Зіген покинув Бразилію. Повернувшись до Нідерландів, він приєднався до гарлемської Гільдії Святого Луки 1646 року. 1650 року він одружився з Джаннет Богарт, дочкою професора Саломона Богарта з Гарлемської школи «Латіннше».
Пост продовжував писати картини на бразильську тематику до 1669 року, про останні 10 років життя Поста практично нічого не відомо. Вайтхед і Босеман стверджують, що в Поста були проблеми з алкоголем, тому він більше не писав картин. Франс Пост помер в Гарлемі 17 лютого 1680 року.

## Творчість
За своє життя Франс Пост написав приблизно 140 картин. З них майже половина датована, що дозволяє відстежувати еволюцію його робіт між 1637 роком, коли він висадився в Бразилії, і 1669 роком, коли була написана його остання картина. Картини Поста, написані в той час, коли він жив у Бразилії, різко відрізняються від тих, які він написав після того, як покинув Бразилію. Поки він жив у Бразилії, він написав багато малюнків та ескізів, але закінчив тільки шість картин. Це картини, датовані 1637-1640 роками, а пізніше, 1679 року, подаровані Нассау-Зігеном королю Франції Людовику XIV.
Його бразильські твори сильно нагадують пейзажі його гарлемських сучасників з точки зору композиції, стилю і техніки. Вольфганг Стех описує пейзажі Поста як «стару пляшку, наповнену новим вином». Ці роботи зображують конкретні місця в Голландської Бразилії, які ідентифікуються за будинками, за впізнаваною топографією; більшість з них також включають воду. На картинах є зображення бразильської рослинності, а іноді птахів і інших дрібних тварин на передньому плані. Можливо, що це вплив його попутника, натураліста Георга Маркрафа. Небо з сірими, важкими хмарами і приглушена колірна гамма надають картинам якість, характерну для голландських тональних ландшафтів 20-х — 40-х років XVII століття.
Після повернення в Гарлем творчість Франса Поста радикально змінюється. У нових роботах він все частіше включає свою дивовижну уяву, еволюції піддається і стиль його роботи. Чим далі в минуле відсовувалося перебування Поста в Бразилії, тим більше уявними ставали його картини, все більш яскраві кольори та екзотичні елементи включав він в свої роботи. Пейзажі, виконані в Нідерландах, мають більш яскраву колірну гамму і темне листя, що обрамляє ідеалізовану барокову композицію. Ці роботи контрастують з різкими, реалістичними, якісними ранніми роботами. Пост також збільшив кількість фігур в своїх роботах. Майже кожна картина, яку він закінчив у Нідерландах, охоплює велику групу людей, які якимось чином взаємодіють, танцюють або працюють на цукрових заводах. На відміну від бразильських робіт, фігури ці більше не поміщаються на передній план; замість цього вони, схоже, стають частиною пейзажу.

## См.також
- Золота доба голландського живопису
- Голландська Бразилія
- Інститут Рікарду Бреннанда

## Галерея

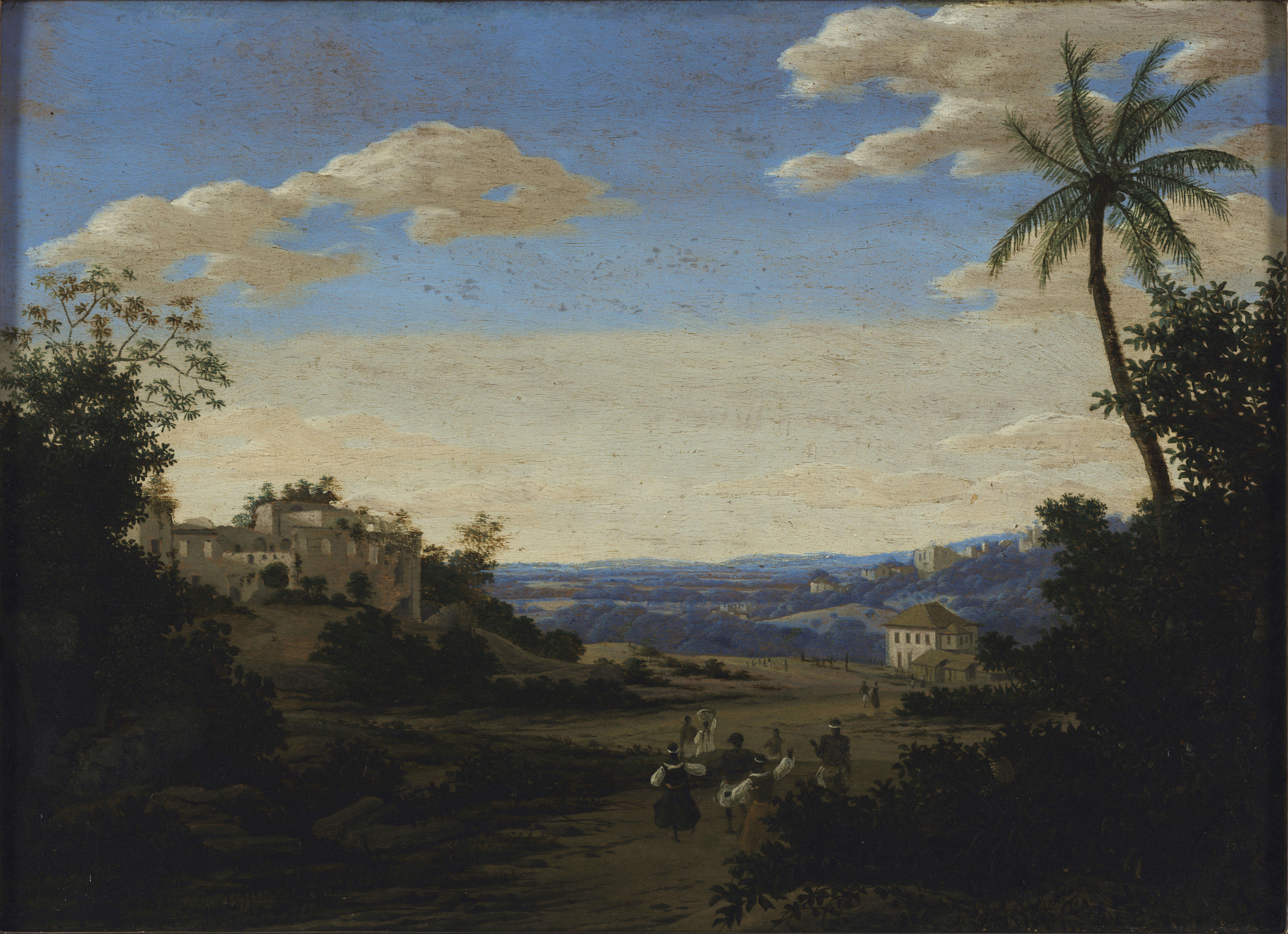
Пейзаж Пернамбуко, 1637-1644, Національний музей образотворчих мистецтв, Ріо-де-Жанейро
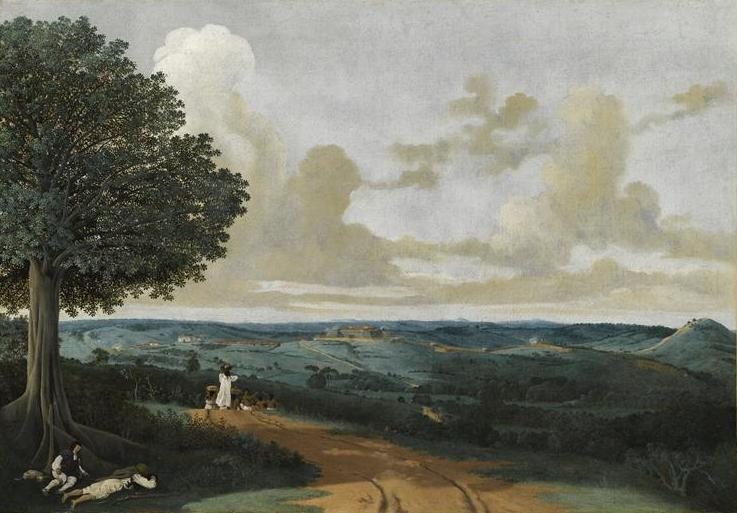
Пейзаж навколо Порту-Кальво, 1639, Лувр, Париж
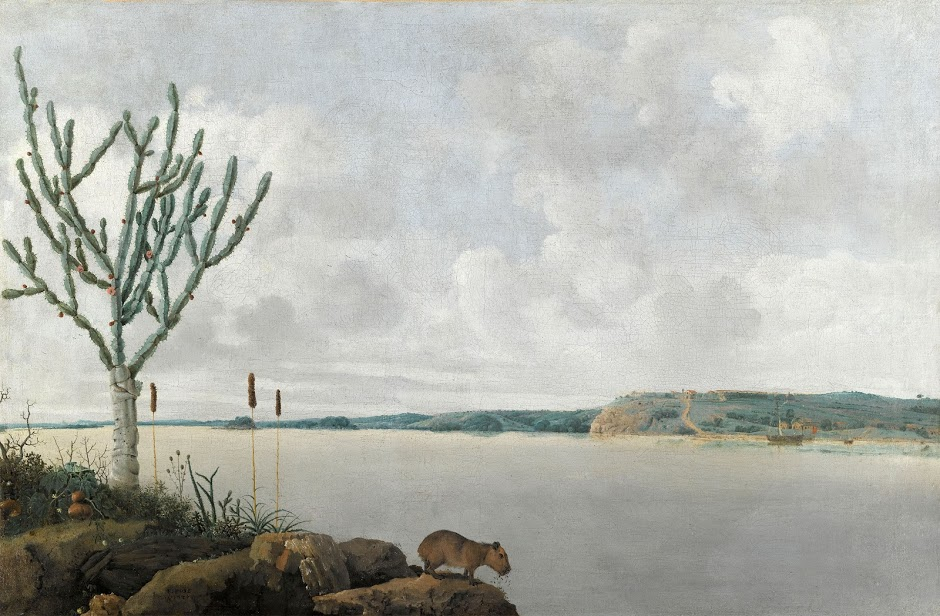
Річка Сан-Франсиску, 1635, Лувр, Париж
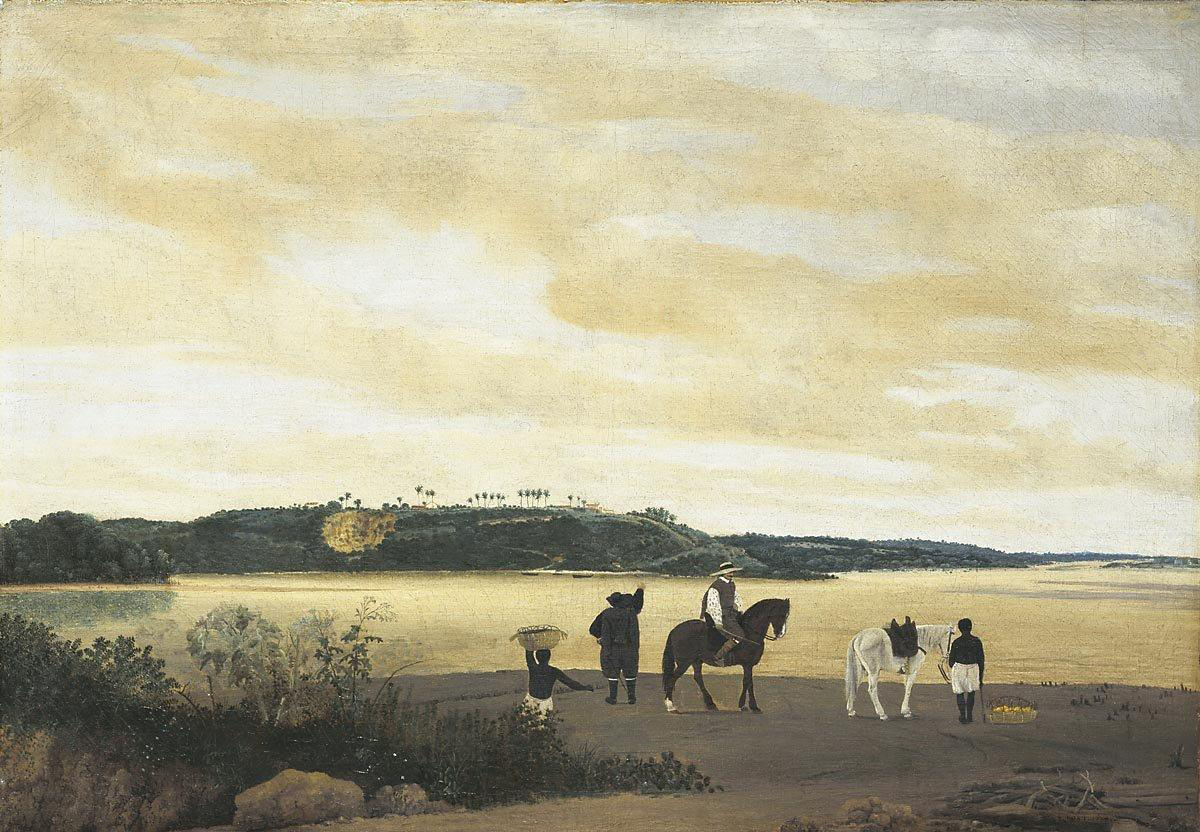
Вид на острів Ітамарака в Бразилії, 1637, Мауріцгейс, Гаага
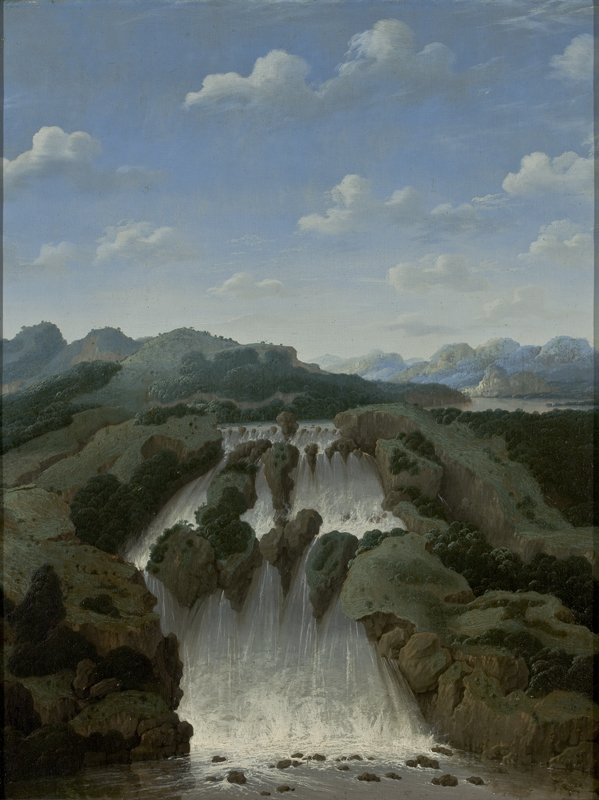
Водоспад Паулу-Афонсу, 1649, Музей мистецтва Сан-Паулу, Сан-Паулу
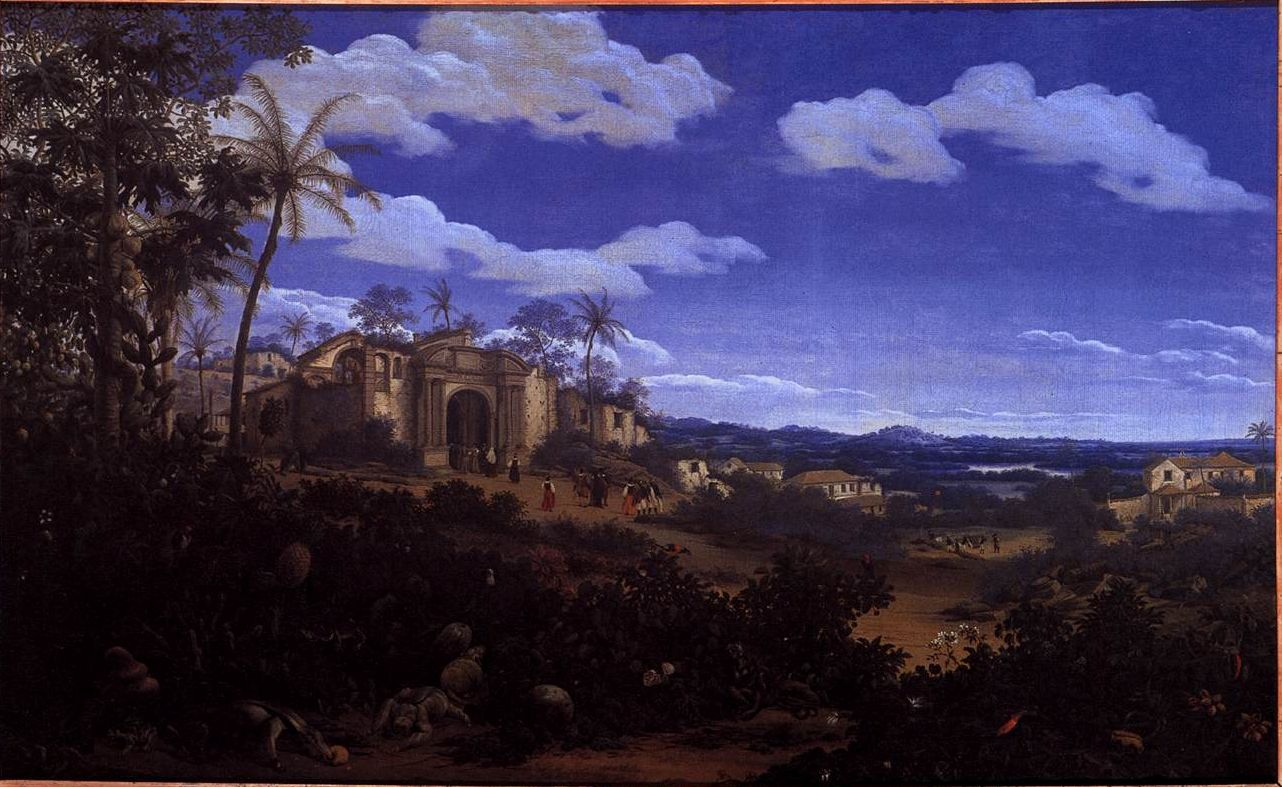
Вид на Олінду, 1662, Державний музей, Амстердам
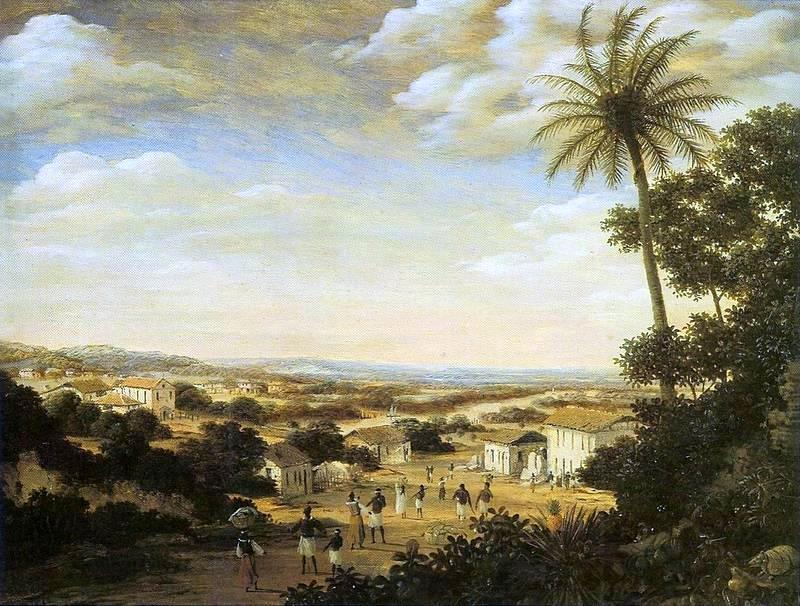
Село з церквою, Інститут Рікарду Бреннанда, Ресіфі
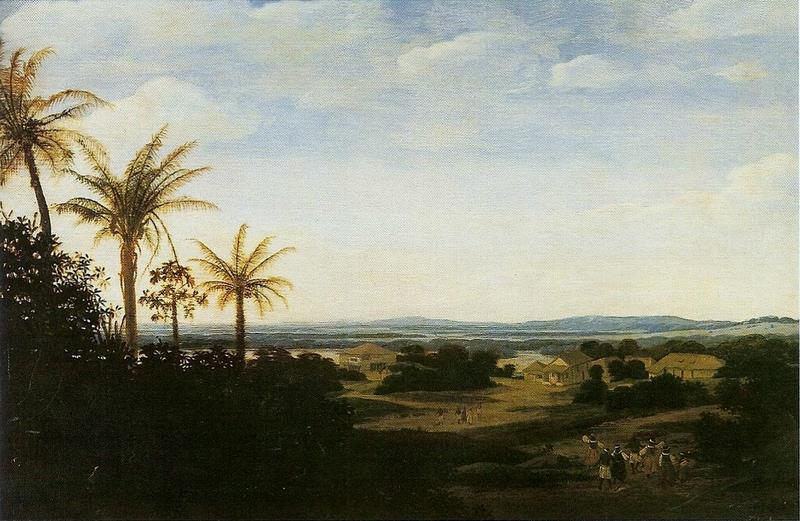
Пейзаж, 1659, Інститут Рікарду Бреннанда, Ресіфі
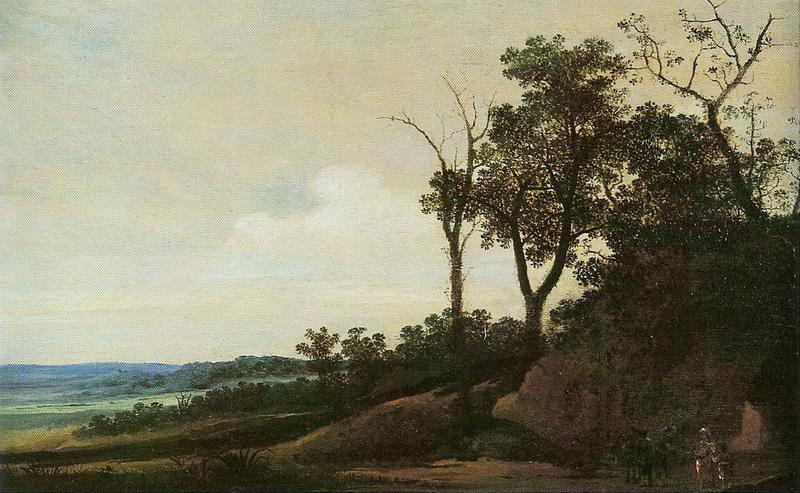
Пейзаж, 1660, Інститут Рікарду Бреннанда, Ресіфі